# Отто Вагенер
Отто Вагенер (24 квітня 1888 , Дурлах, Німецька імперія — †9 серпня 1971, Кімінг, ФРН) — державний і партійний діяч Ваймарської республіки, генерал-майор Вермахту. У 1929—1931 роках начальник штабу СА. Економічний радник і довірена особа Адольфа Гітлера.

## Біографія

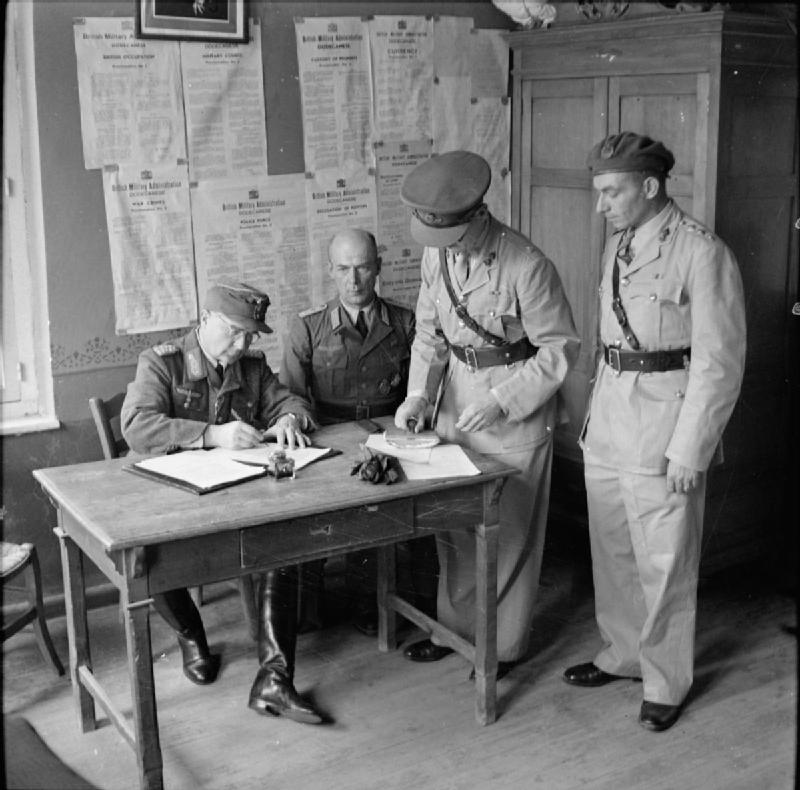
Вагенер 8 травня 1945 року підписує здачу архіпелагу Додеканес о. Сімі (перший зліва)

Отто Вагенер народився в Дурлаху в родині промисловця. Закінчивши гімназію, пішов до війська ставши офіцером. Брав участь у Першій світовій війні, був призначений в Генштаб.
Після війни Вагенера залучили до планування нападу на місто Познань, але згодом він був змушений виїхати до країн Балтії, щоб уникнути арешту. Там об'єднує групи Фрайкора в Німецькій Легіон, ставши його начальником штабу. Вагенер прийняв керівництво Легіоном після смерті його попереднього керівника капітана-цур-зее Пауля Зіверта 16 листопада 1919 року. 23 листопада керівником Легіону стає майор Левенфельд, а Вагенер знову стає начальником штабу. У грудні 1919 року внаслідок поранень у боях під Торенсбергом був вимушений піти з Легіону, та повернутися до Німеччини.
Після повернення до Німеччини, брав активну участь в операціях Фрайкора у Верхної Сілезії, Саксонії, і Рурському регіоні. Підтримував дружні відносини з товаришами по Фрайкору, зокрема з братами Отто та Грегором Штрассерами.
У 1920 році він вивчав економіку і зумів розширити свої знання, подорожуючи за кордоном. У 1929 році Вагенер приєднався до НСДАП та штурмових загонів, завербований своїм старим товаришем по Фрайкору, Францом Пфеффером фон Заломоном. Вагенер був в змозі поставити свої ділові якості і контакти для використання націонал-соціалістів. У жовтні 1929 року був призначений на новоутворену посаду начальника штабу СА, ставши першим помічником Пфеффера фон Заломона.
У січні 1931 року Вагенер перейшов до політико-економічного відділу НСДАП, а в вересні 1932 року він був призначений особистим радником з економічних питань Адольфа Гітлера. Гітлер призначив його рейхскомісаром в економічних справах, займав цю посаду з квітня по червень 1933 року. Вагенера було замінено на посаді рейхскомісара з економічних питань на Вільгельма Кеплера.
У 1933 році він став членом рейхстагу. У 1934 році під час різанини верховного керівництва СА (Ніч довгих ножів) Вагенера тимчасово затримали, але він був реабілітований і відновив свою кар'єру вже у Вермахті.
У квітні 1940 року гауптман Вагенер отримує посаду ординарця у штабі 6-ї армії Вермахту. З 12 травня до кінця серпня 1940 року, він служив у Генеральному штабі сухопутних сил. 15 березня 1941 року отримує військове звання майор, а 1 червня 1942 року стає оберст-лейтенантом. У січні 1943 року його було призначено командиром 117-го резервного полку та 1 серпня 1943 підвищено до оберста.
З 20 липня 1944 року брав участь у Балканській кампанії. Був командувачем військами південної частини Егейського моря та військовим губернатором архіпелагу Додеканес. 1 грудня 1944 року отримує звання генерал-майора. Частини Вагенера були блоковані Британським флотом на Родосі, і у травні 1945 року Вагенер здається Союзникам.
Після війни, Вагенер перебував спершу в британському, а потім (1947—1951) у італійському таборі військовополонених.
У 1951 році канцлер ФРН Конрад Аденауер докладає зусиль, щоб звільнити полонених німецьких офіцерів. 4 червня 1951 року Вагенер став вільним.
Ще у 1946 році знаходячись у британському полоні, Вагенер пише мемуари про Гітлера та ранню історію НСДАП під назвою «Гітлер: Спогади довіреного». Але його мемуари були опубліковані лише через шість років після смерті Вагенера, у 1977 році.
Отто Вагенер помер в Кімінгу в 1971.

## Звання
- Фанен-юнкер (9 липня 1906)
- Фенріх (22 березня 1907)
- Лейтенант (18 листопада 1907) — патент від 22 травня 1906 року.
- Оберлейтенант (8 листопада 1914)
- Гауптман (18 грудня 1915)
- Группенфюрер СА (18 грудня 1931)
- Гауптман до розпорядження (1 квітня 1940)
- Майор до розпорядження (5 березня 1941)
- Оберст-лейтенант до розпорядження (1 червня 1942)
- Оберст до розпорядження (1 серпня 1943)
- Генерал-майор до розпорядження (1 грудня 1944)

## Нагороди
- Залізний хрест 2-го і 1-го класу
- Орден Фрідріха (Вюртемберг), лицарський хрест 1-го класу з мечами
- Лицарський хрест ордена Військових заслуг Карла-Фрідріха
- Балтійський хрест
- Сілезький Орел 2-го ступеня
- Почесний доктор філософії Вюрцбурзького університету (1924)
- Почесний партійний знак «Нюрнберг 1929»
- Почесний хрест ветерана війни з мечами
- Почесний кут старих бійців
- Застібка до Залізного хреста
  - 2-го класу (29 травня 1940)
  - 1-го класу (29 червня 1943)
- Штурмовий піхотний знак в сріблі
- Хрест Воєнних заслуг 2-го і 1-го класу з мечами
  - 1-го класу (20 квітня 1942)
- Почесна застібка на орденську стрічку для Сухопутних військ (17 квітня 1944)
- Лицарський хрест Залізного хреста (5 травня 1945)